# Oberkleen
Oberkleen ist ein Ortsteil der Gemeinde Langgöns im mittelhessischen Landkreis Gießen. Es liegt 6 km westlich der Stadt Butzbach und etwa 15 km südwestlich der Universitätsstadt Gießen. Oberkleen dient vorwiegend als Wohngemeinde für Menschen, die im Raum Gießen oder im Rhein-Main-Gebiet arbeiten.

## Geografische Lage

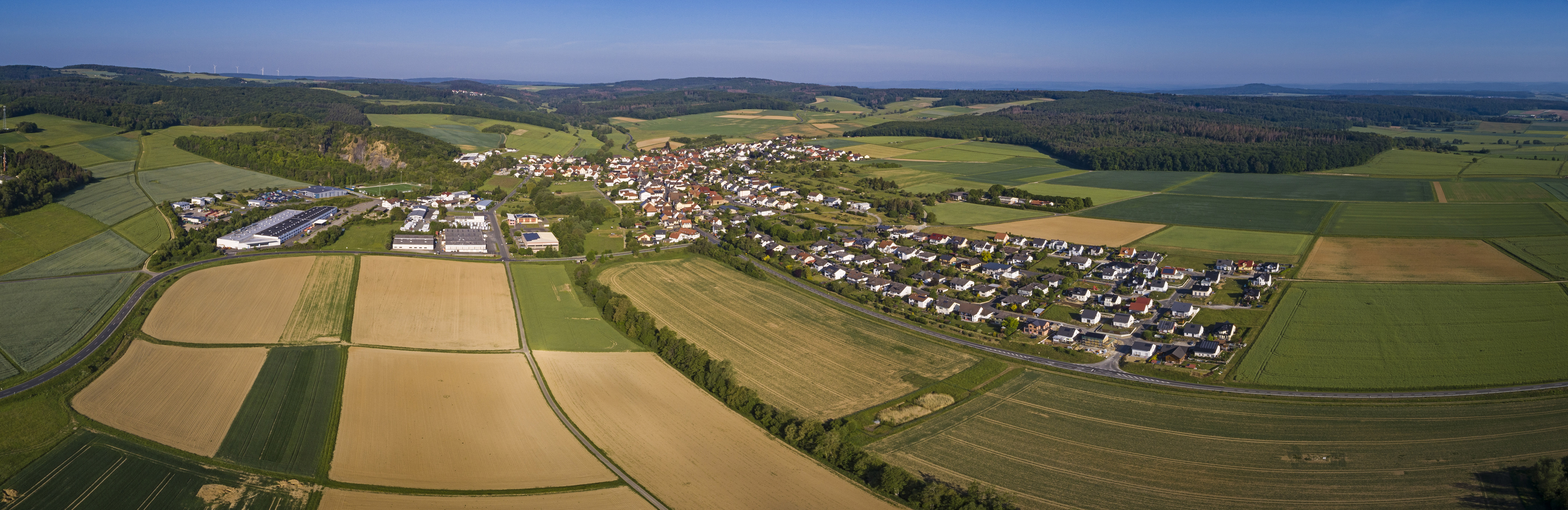
Panorama von Oberkleen

Oberkleen liegt an den nordöstlichen Ausläufern des Taunus, Wetzlarer Hintertaunus, im Tal des Kleebachs, die waldreiche Gemarkung liegt vollständig im Naturpark Taunus. Richtung Osten öffnet sich das Tal zur nur von sanften Hügeln gekennzeichneten und wesentlich dichter besiedelten Wetterau. Dort, wenige Kilometer östlich des Dorfes, verlaufen wichtige Verkehrsachsen wie die Main-Weser-Bahn, die Bundesstraße 3 und die Autobahn A 5, die Frankfurt am Main mit dem Raum Gießen verbinden.
Nachbarorte Oberkleens sind die ebenfalls zu Langgöns gehörenden Dörfer Niederkleen, 2 km nordöstlich (bachabwärts), und Cleeberg, 3 km südwestlich oder bachaufwärts. In den Kleebach mündet der Reußbach, an diesem liegt, 1 km südöstlich von Oberkleen, der Butzbacher Stadtteil Ebersgöns. Südlich des Dorfs liegt der Kümmelberg (356 m über NN), südwestlich der Cleebaum (368 m), westlich der Heßler (322 m), nördlich der Schalsberg (353 m).

## Geschichte

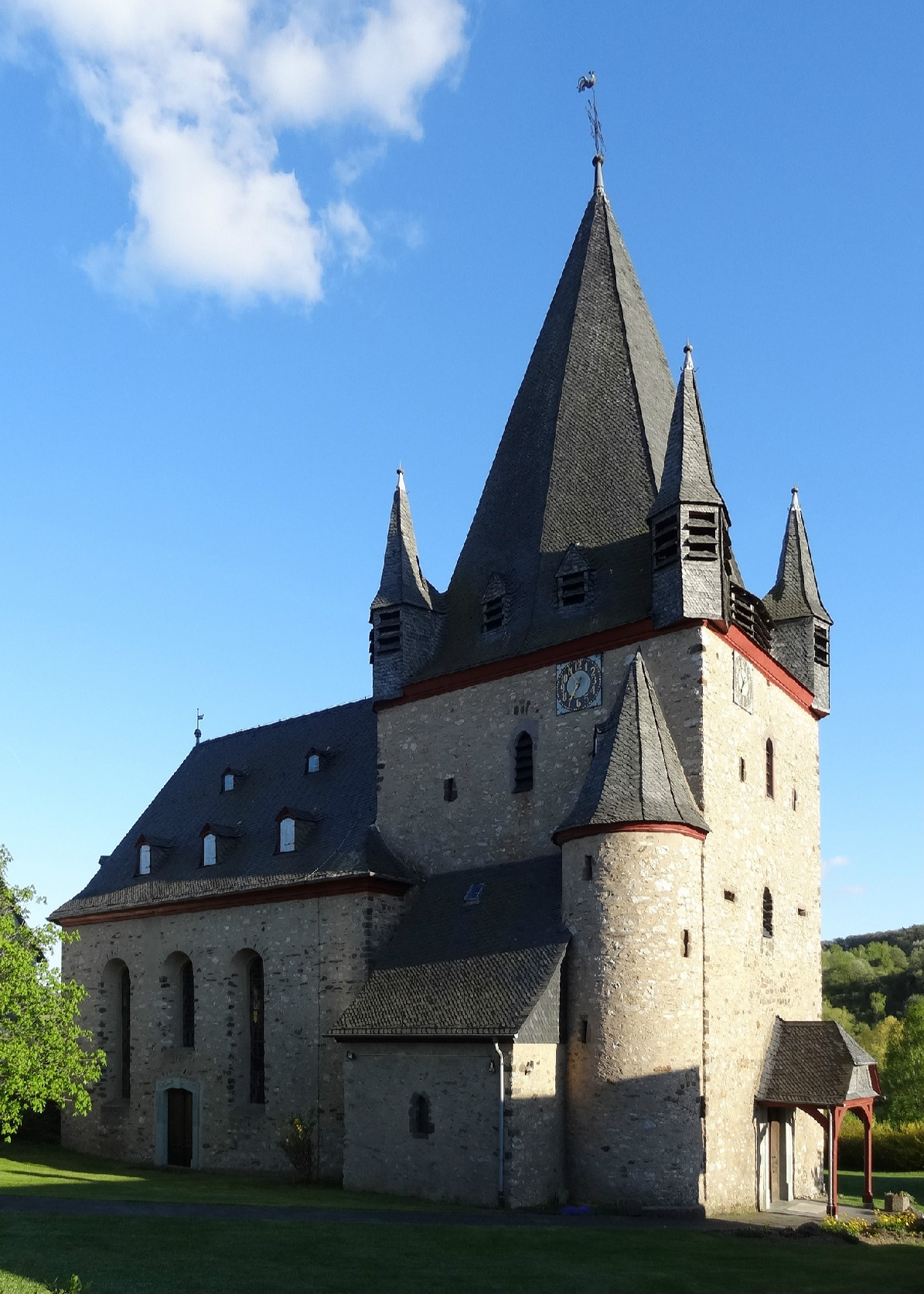
Wehrkirche St. Michaelis

### Ortsgeschichte
Am Schalsberg befinden sich mehrere Gruppen von Hügelgräbern, eine davon kurz oberhalb des Dorfes, was auf eine sehr frühe Besiedlung des Kleebachtals schließen lässt. Die erste urkundliche Erwähnung von „Cleheim“ stammt jedoch erst aus fränkischer Zeit, sie erfolgte 774 im Lorscher Codex. Eine Unterscheidung der beiden Dörfer Ober- und Niederkleen ist aber erstmals in einer Urkunde von 1197 bezeugt, in der Obernclên genannt wird. In erhaltenen Urkunden der folgenden Jahre wurde der Ort dann unter den folgenden Ortsnamen erwähnt (in Klammern das Jahr der Erwähnung): Obernclên (1203), Oberincleen (1328), superiori Clen (1334) und), Abernclen (1335).
In der Folge hatte Oberkleen mit seiner Wehrkirche Bedeutung als zuständige Pfarrei für die im Nachbardorf ansässigen Grafen von Cleeberg. Im frühen 17. Jahrhundert fiel das Nachbardorf Gebertshausen wüst und das dortige Vogtei wurde nach Oberkleen verlegt und verblieb dort bis 1809.
1836 entdeckte man in der Nähe des Dorfes eine Tropfsteinhöhle. Die folgenden geologischen Untersuchungen hatten die Entdeckung großer Kalksteinvorkommen zur Folge. Der Abbau von Kalkstein wurde später zum wichtigsten Wirtschaftszweig des Dorfes, 1910 wurde der erste Steinbruch eröffnet. Um ihn und eine neu errichtete Plattenfabrik besser erreichen zu können, verlängerte die Butzbach-Licher Eisenbahn AG ihre zunächst nur bis zur damaligen hessisch-preußischen Grenze vor Ebersgöns geplante Eisenbahnstrecke bis Oberkleen. Der Betrieb, der auch Personenzüge umfasste, wurde am 1. Juni 1910 eröffnet. Eine damals erwogene Verlängerung bis Wetzlar kam nicht zustande. Der Personenverkehr endete am 30. September 1956, der Güterverkehr zum Jahresende 1968.
Nach dem Zweiten Weltkrieg wuchs das Dorf, wie viele hessische Orte, durch die Aufnahme von über 200 Heimatvertriebenen.
Hessische Gebietsreform (1970–1977)
Die bis dahin selbständigen Gemeinde Oberkleen und Niederkleen fusionierten im Zuge der Gebietsreform in Hessen zum 31. Dezember 1971 freiwillig zur Gemeinde Kleenheim. Die Gemeinde Kleenheim wurde zum 1. Januar 1977 mit vier weiteren Gemeinden durch das Gesetz zur Neugliederung des Dillkreises, der Landkreise Gießen und Wetzlar und der Stadt Gießen zur neuen Großgemeinde Langgöns zusammengeschlossen. Für die nach Langgöns eingegliederten ehemaligen Gemeinden wurde je ein Ortsbezirk gebildet. Als Verwaltungssitz wurde der Ortsteil Lang-Göns festgelegt.

### Verwaltungsgeschichte im Überblick
Die folgende Liste zeigt die Staaten und Verwaltungseinheiten, denen Oberkleen angehört(e):

- vor 1642: Heiliges Römisches Reich, Amt Cleeberg (Kondominium: 1⁄2: Grafschaft Isenburg, 1⁄6: Leiningen-Westerburg, 1⁄6: Grafschaft Nassau, 1⁄6: Grafschaft Solms)[10]
- ab 1642: Heiliges Römisches Reich, Amt Cleeberg (Kondominium: 4⁄6: Landgrafschaft Hessen-Darmstadt, 1⁄6: Leiningen-Westerburg, 1⁄6: Grafschaft Nassau)[10]
- ab 1803: Heiliges Römisches Reich, Grafschaft Nassau-Usingen, Amt Usingen[10]
- ab 1806: Herzogtum Nassau,[Anm. 2] Amt Usingen, ab 1810 Amt Atzbach
- ab 1816: Königreich Preußen,[Anm. 3] Provinz Großherzogtum Niederrhein, Regierungsbezirk Koblenz, Kreis Wetzlar[Anm. 4]
- ab 1822: Königreich Preußen, Rheinprovinz, Regierungsbezirk Koblenz, Kreis Wetzlar[Anm. 5]
- ab 1871: Deutsches Reich, Königreich Preußen, Rheinprovinz, Regierungsbezirk Koblenz, Kreis Wetzlar
- ab 1918: Deutsches Reich (Weimarer Republik), Freistaat Preußen, Rheinprovinz, Regierungsbezirk Koblenz, Kreis Wetzlar
- ab 1932: Deutsches Reich, Freistaat Preußen, Provinz Hessen-Nassau, Regierungsbezirk Wiesbaden, Kreis Wetzlar
- ab 1944: Deutsches Reich, Freistaat Preußen, Provinz Nassau, Landkreis Wetzlar
- ab 1945: Amerikanische Besatzungszone,[Anm. 6] Groß-Hessen, Regierungsbezirk Wiesbaden, Landkreis Wetzlar
- ab 1946: Amerikanische Besatzungszone, Hessen, Regierungsbezirk Wiesbaden, Landkreis Wetzlar
- ab 1949: Bundesrepublik Deutschland, Hessen, Regierungsbezirk Wiesbaden, Landkreis Wetzlar
- ab 1968: Bundesrepublik Deutschland, Hessen, Regierungsbezirk Darmstadt, Landkreis Wetzlar
- ab 1972: Bundesrepublik Deutschland, Land Hessen, Regierungsbezirk Darmstadt, Kreis Wetzlar, Gemeinde Kleenheim[Anm. 7]
- ab 1977: Bundesrepublik Deutschland, Hessen, Regierungsbezirk Darmstadt, Lahn-Dill-Kreis, Gemeinde Langgöns[Anm. 8]
- ab 1979: Bundesrepublik Deutschland, Hessen, Regierungsbezirk Darmstadt, Landkreis Gießen, Gemeinde Langgöns
- ab 1981: Bundesrepublik Deutschland, Hessen, Regierungsbezirk Gießen, Landkreis Gießen, Gemeinde Langgöns

## Bevölkerung
Einwohnerstruktur 2011
Nach den Erhebungen des Zensus 2011 lebten am Stichtag dem 9. Mai 2011 in Oberkleen 1176 Einwohner. Darunter waren 42 (3,6 %) Ausländer. Nach dem Lebensalter waren 186 Einwohner unter 18 Jahren, 501 zwischen 18 und 49, 273 zwischen 50 und 64 und 219 Einwohner waren älter. Die Einwohner lebten in 522 Haushalten. Davon waren 153 Singlehaushalte, 159 Paare ohne Kinder und 150 Paare mit Kindern, sowie 45 Alleinerziehende und 15 Wohngemeinschaften. In 90 Haushalten lebten ausschließlich Senioren und in 324 Haushaltungen lebten keine Senioren.
Einwohnerentwicklung
| • 1834: | 428 Einwohner, 77 Häuser |

| Oberkleen: Einwohnerzahlen von 1781 bis 2021 | Oberkleen: Einwohnerzahlen von 1781 bis 2021 | Oberkleen: Einwohnerzahlen von 1781 bis 2021 | Oberkleen: Einwohnerzahlen von 1781 bis 2021 | Oberkleen: Einwohnerzahlen von 1781 bis 2021 |
| --- | -------------------------------------------- | -------------------------------------------- | -------------------------------------------- | -------------------------------------------- |
| Jahr |                                              |                                              |                                              | Einwohner                                    |
| 1781 | 1781                                         |                                              | 309                                          | 309                                          |
| 1800 | 1800                                         |                                              | 309                                          | 309                                          |
| 1834 | 1834                                         |                                              | 428                                          | 428                                          |
| 1840 | 1840                                         |                                              | 428                                          | 428                                          |
| 1846 | 1846                                         |                                              | 453                                          | 453                                          |
| 1852 | 1852                                         |                                              | 474                                          | 474                                          |
| 1858 | 1858                                         |                                              | 445                                          | 445                                          |
| 1864 | 1864                                         |                                              | 452                                          | 452                                          |
| 1871 | 1871                                         |                                              | 435                                          | 435                                          |
| 1875 | 1875                                         |                                              | 414                                          | 414                                          |
| 1885 | 1885                                         |                                              | 451                                          | 451                                          |
| 1895 | 1895                                         |                                              | 435                                          | 435                                          |
| 1905 | 1905                                         |                                              | 456                                          | 456                                          |
| 1910 | 1910                                         |                                              | 530                                          | 530                                          |
| 1925 | 1925                                         |                                              | 538                                          | 538                                          |
| 1939 | 1939                                         |                                              | 534                                          | 534                                          |
| 1946 | 1946                                         |                                              | 750                                          | 750                                          |
| 1950 | 1950                                         |                                              | 773                                          | 773                                          |
| 1956 | 1956                                         |                                              | 805                                          | 805                                          |
| 1961 | 1961                                         |                                              | 790                                          | 790                                          |
| 1967 | 1967                                         |                                              | 804                                          | 804                                          |
| 1970 | 1970                                         |                                              | 779                                          | 779                                          |
| 1978 | 1978                                         |                                              | 904                                          | 904                                          |
| 1982 | 1982                                         |                                              | 959                                          | 959                                          |
| 1986 | 1986                                         |                                              | 970                                          | 970                                          |
| 1990 | 1990                                         |                                              | 995                                          | 995                                          |
| 1994 | 1994                                         |                                              | 1.140                                        | 1.140                                        |
| 1998 | 1998                                         |                                              | 1.129                                        | 1.129                                        |
| 2000 | 2000                                         |                                              | 1.142                                        | 1.142                                        |
| 2006 | 2006                                         |                                              | 1.145                                        | 1.145                                        |
| 2010 | 2010                                         |                                              | 1.193                                        | 1.193                                        |
| 2011 | 2011                                         |                                              | 1.176                                        | 1.176                                        |
| 2016 | 2016                                         |                                              | 1.149                                        | 1.149                                        |
| 2021 | 2021                                         |                                              | 1.166                                        | 1.166                                        |
| Datenquelle: Historisches Gemeindeverzeichnis für Hessen: Die Bevölkerung der Gemeinden 1834 bis 1967. Wiesbaden: Hessisches Statistisches Landesamt, 1968. Weitere Quellen: LAGIS; 1781; 1800; Gemeinde Langgöns: bis 1978, später; Zensus 2011 |                                              |                                              |                                              |                                              |

Historische Religionszugehörigkeit
- 1834: 425 evangelische, 3 jüdische Einwohner[1]
- 1961: 594 evangelische (= 75,19 %), 176 katholische (= 22,28 %) Einwohner[1]

## Politik
Für Oberkleen besteht ein Ortsbezirk (Gebiete der ehemaligen Gemeinde Oberkleen) mit Ortsbeirat und Ortsvorsteher nach der Hessischen Gemeindeordnung.
Der Ortsbeirat besteht aus sieben Mitgliedern. Bei den Kommunalwahlen in Hessen 2021 betrug die Wahlbeteiligung zum Ortsbeirat 52,39 %. Dabei wurden gewählt: vier Mitglieder der CDU, ein Mitglied der SPD und zwei Mitglieder der „Freien Wählergemeinschaft“ (FWG). Der Ortsbeirat wählte Peggy Engel (CDU) zur Ortsvorsteherin.

## Bauwerke

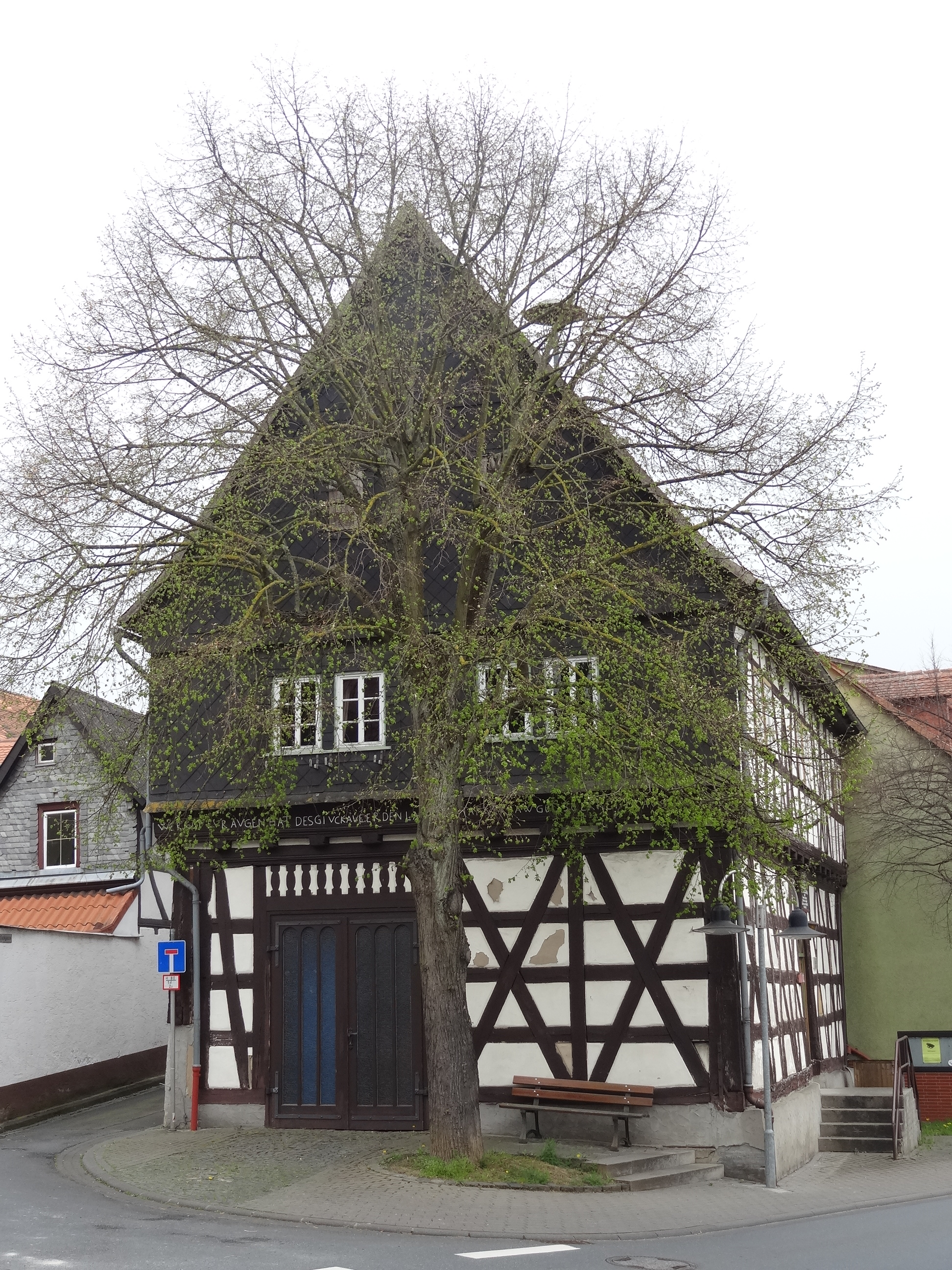
Altes Rathaus

Das bemerkenswerteste Bauwerk des Dorfes ist die Wehrkirche St. Michaelis. Der Wehrturm stammt aus dem 15. Jahrhundert, das Schiff aus dem 18. Jahrhundert. Die weitgehend erhaltene einmanualige Orgel wurde 1790 bis 1800 von Orgelbaumeister Johann Conrad Bürgy & Söhne angefertigt. Von hier aus, nie bewiesen, soll ein Fluchtstollen bis in den Nachbarort Cleeberg in einen Turmkeller direkt neben dem damaligen „Solmser Schlösschen“ führen.

## Infrastruktur
Oberkleen hat zwei Kirchen, eine Großsporthalle, eine Grundschule, einen Kindergarten, einen Festplatz, zwei Sportplätze, einen kleinen See (ehemaliger Steinbruch) am südlichen Ortsrand und ein kleines Gewerbegebiet. Neben der evangelischen Kirche St. Michaelis befindet sich ein Gemeindehaus, in dessen Keller ein Jugendraum für über vierzehnjährige Jugendliche vorhanden ist. Die Bachaue des Kleebachs ist auch im Ortsbereich weitgehend unbebaut. Unterhalb des Orts, an der Einmündung des Reußbachs, liegt die Kellersmühle.
Das Dorf ist über Buslinien des Rhein-Main-Verkehrsverbunds an dessen Liniennetz angebunden. Die nächsten Bahnhöfe (Regionalbahnen und Regionalexpresse) befinden sich in Butzbach und Lang-Göns. In Butzbach gibt es zudem einen Autobahnanschluss zur A 5 (am nahen Gambacher Kreuz trifft diese auf die A 45), in Lang-Göns einen Autobahnanschluss zur A 485 (Gießener Ring).
Oberkleen besitzt zwei Lebensmittelgeschäfte, eine Tankstelle und eine Metzgerei. DSL ist im gesamten Ort verfügbar.

## Söhne und Töchter des Ortes
- Friedrich Ludwig Weidig (1791–1837), der hessische Turnvater; er verfasste gemeinsam mit Georg Büchner die Flugschrift der Hessische Landbote; ein Turner, Freigeist und Pädagoge
- Wilhelm Reuter (1896–1957), hessischer Heimatdichter, Lyriker und Landwirt